# El Cuartel Real
El Cuartel Real fue el boletín oficial del gobierno del pretendiente carlista Carlos María de Borbón y Austria-Este (Carlos VII), publicado entre 1873 y 1876 en Oñate, Tolosa (Guipúzcoa), Durango (Vizcaya) y Estella (Navarra). Fue fundado por los hermanos Pablo y Salvador Morales, siendo algunos de sus redactores más destacados Guillermo Estrada, Francisco Martín Melgar y Ceferino Suárez Bravo, que dirigiría el boletín. Su editor era Antonio Pérez Dubrull.
A pesar de que los leales a Don Carlos sólo controlaban una pequeña parte del norte de España, El Cuartel Real contaba con una plantilla fija de colaboradores, incluyendo corresponsales en el extranjero y en zonas de la España controlada por los gobiernos de la República o de Alfonso XII.